# Engleria decumbens
Engleria decumbens là một loài thực vật có hoa trong họ Cúc. Loài này được (Welw. ex Hiern) Hiern mô tả khoa học đầu tiên năm 1898.